# Atmos (klok)

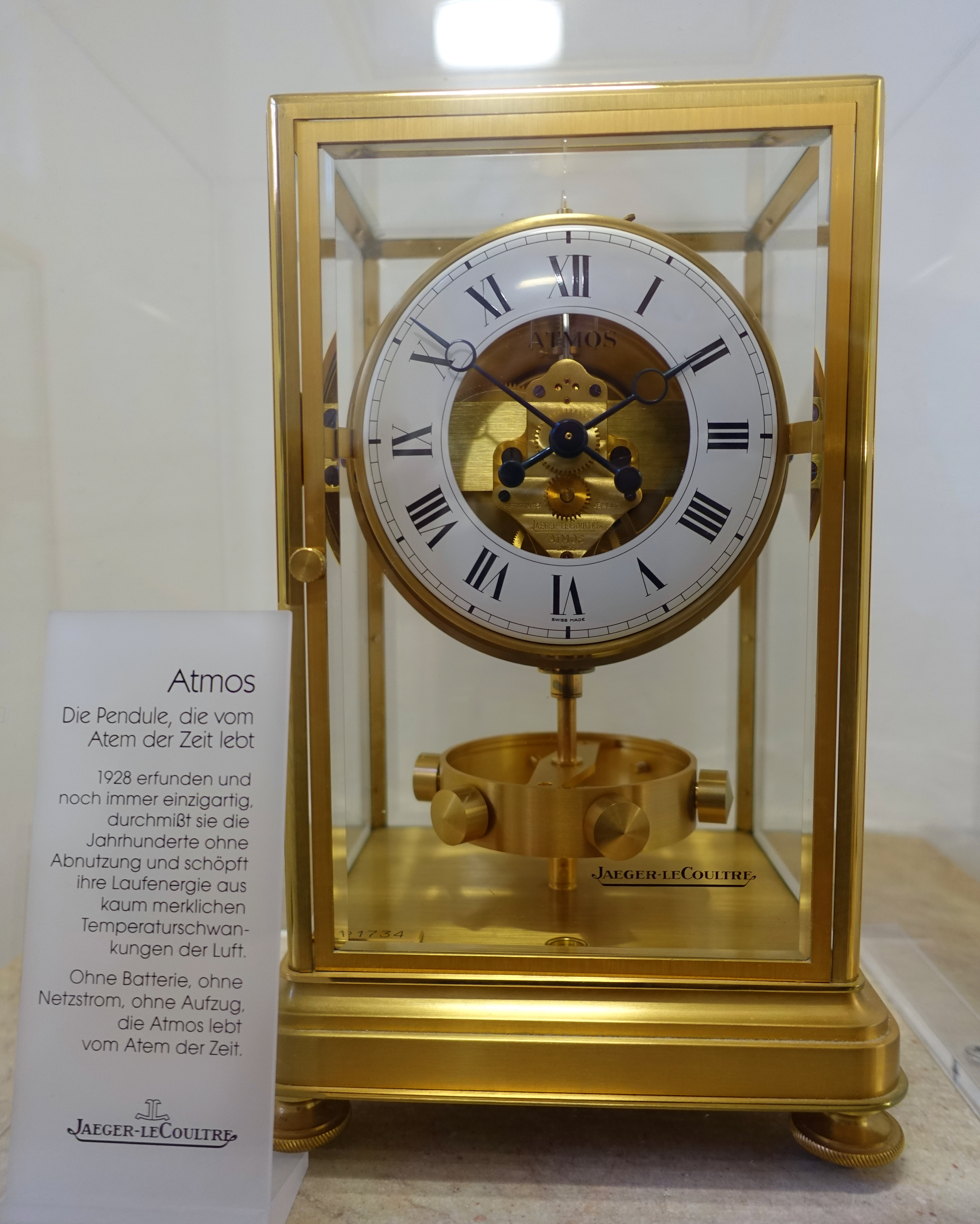
Atmos-klok

De Atmos van Jaeger-LeCoultre  is een mechanische perpetuum mobile tafelklok met een torsieslinger die ogenschijnlijk zonder toegevoegde energie eeuwig loopt. Energie wordt opgewekt door middel van temperatuur- en drukverschillen in de omgeving; atmos komt dan ook van het woord atmosfeer.

## Geschiedenis
Het perpetuum mobile was een onmogelijke droom van alchemisten en wetenschappers, als klok werd een ontwerp volgens deze gedachtegang voor het eerst verwezenlijkt door Cornelis Drebbel (1572–1633). Hij kreeg in 1598 patent op een klok die nooit opgewonden behoefde te worden, deze klok werkte waarschijnlijk op verschillen in temperatuur en luchtdruk. Hoe de klok precies werkte weet niemand, de klok kon zichzelf doorlopend opwinden en werd in die tijd beschouwd als het perpetuum mobile. Een klok die loopt op een niet zichtbare energiebron moet vooral ook heel licht lopen en weinig invloeden van buitenaf ondervinden.
Caspar Schott schrijft in 1664 in de Technica Curisoa, boek 9, hoofdstuk 11, Mirabilia Chronometrica, over variaties in luchtdruk als mogelijke energiebron voor klokken. In 1678 schrijft abt Jean de Hautefeuille, (1647-1724) dat het gebruik van verschillen in temperatuur, luchtdruk en/of luchtvochtigheid de beste manier lijkt om zijn klok met verbeterde slinger eeuwig te laten lopen. Hij vervaardigde een uurwerk dat werd opgewonden door verschillen in de luchtvochtigheid.
In de 18e eeuw slaagde James Cox, (Londen), erin om een goed werkende barometerklok te maken. Hij verkocht zijn uurwerken in China waarvan er nog steeds in de musea exemplaren van aanwezig zijn. Jean André Lepaute (1720–1788) schreef in 1755: Traité d'Horlogerie met daarin een beschrijving van een klok die op luchtstromingen werkte. De klok werd gebouwd in de Académie de Peinture et Sculpture du Louvre en werkte lange tijd. Deze klok was niet verplaatsbaar en had een duidelijk aanwijsbare energiebron en kan daarom ook wel vergeleken worden met allerlei klokken die werden aangedreven door waterkracht.
In 1740 bouwde Pierre-Joseph de Rivaz (1711–1772), een Franse uurwerkmaker (Saint-Gingolph), een klok die was geoptimaliseerd waardoor de klok lang en precies liep (compensatieslinger). Hij besteedde een groot deel van zijn leven (1735–1754) aan het verkrijgen van kapitaal en patenten, maar of een klok aangedreven door variaties in luchttemperatuur en luchtdruk werkelijk door hem is gebouwd, zoals werd verondersteld, is nooit duidelijk geworden.
In 1864 vervaardigde Arthur Beverly (1822–1907, Nieuw-Zeeland) een atmosferische klok, deze nog werkende klok is nog steeds (2020) te zien bij de University of Otago, Dunedin, Nieuw-Zeeland.
In 1866, op de Wereldtentoonstelling werd een eeuwigdurende klok, die al drie jaar onafgebroken liep, getoond, de uitvinder was gerenommeerde horlogemaker in Parijs die zijn naam tot het laatste moment geheim wilde houden.
Op 18 maart 1927 werd het volgende geschreven in het krantenbericht van "Le Grand Écho du Nord":
De Zürichse uitvinder de heer Karl-Heinrich Meier, is de afgelopen dagen onderwerp van gesprek. Het lijkt erop dat hij de eeuwigdurende beweging zou hebben geconstrueerd. Het mechanisme van de klok, die hij heeft gemaakt, bestaat uit een koperen spiraal gevuld met glycerine. De warmte van de atmosfeer zorgt ervoor dat de vloeistof uitzet, waardoor een cilinder omhoog gaat. Als de spiraal afkoelt en daalt de cilinder teruggeduwd door een speciale veer. Deze op en neer beweging zorgt ervoor dat de klok wordt opgewonden met behulp van een transmissiekoord, waarbij alleen de cilinder omhoog gaat. De klok zelf heeft geen bijzonderheid die te maken heeft met de eerder genoemde uitvinding, bekende fabrieksmatig gebouwde klokken met speciale holtes voor de aanpassing van het betreffende mechanisme kunnen worden gebruikt. Een temperatuurvariatie van één graad is voldoende om de klok te laten lopen.
Dit is de laatste voorloper van de Atmos, het lijkt welhaast een wedloop van twee uitvinders waarbij Meier het eerst een resultaat kon tonen.

## De Atmos
Jean Léon Reutter (1899–1971) vervulde in 1927 zijn lang gekoesterde wens om een eeuwigdurende klok te bouwen. 
Van deze eerste Atmos-klok (Atmos 0), waarvan de aandrijving was gebaseerd op wijzigingen van temperatuur, werden twee stuks vervaardigd. Een ervan bevindt zich in Musee d' Horology et Enamel in Genève (collectie na 2015 in het Patek Philippe Museum). Het idee was niet nieuw maar gebaseerd op een octrooi in 1894 verleend aan C. Paganini.
De Atmos I werd van 1930 tot 1938 geproduceerd, en het ontwerp was gebaseerd op een Frans octrooi uit 1909 van Pierre A.J.M. Bouvier. In 1930 werd geadverteerd met een Atmos-klok gefabriceerd door Compagnie Générale de Radiologie, Parijs te zien op de Exposition Coloniale. Die klok vertoonde meerdere tekortkomingen. Een nieuw ontwerp van Le Coultre et Cie kwam in 1933 in productie, en vormde de basis voor de verdere productie. De klok werd verder ontwikkeld door Compagnie Générale de Radiologie in Courbevoie, Ets. Ed. Jaeger SA in Levallois (een voorstad van Parijs, Le Coultre et Cie in Le Sentier (Zwitserland) en Spécialités Horlogères SA, de verkoopmaatschappij. In 1935 verlaat Compagnie Générale de Radiologie de samenwerking; Reutter trad in dienst bij Jaeger die na 1936 onder de naam Jaeger-LeCoultre SA de verkoop verzorgde.
De Atmos II werd in 1938 geïntroduceerd maar werd al snel uit de productie genomen in verband met problemen met lekkage van de metalen balg (Vidie- of Bourdondoos). Pas in 1946 lukte het een bedrijf in Luzern om van roestvast staal van 0,1 mm dik een balg te maken.
Na vele moeizame jaren van ontwikkeling was na 1947 de ideale klok ontstaan. De klok loopt uiterst nauwkeurig en kan industrieel worden vervaardigd.
Het ontwerp en de constructie is nadien vrijwel niet meer gewijzigd.

## Afbeeldingen

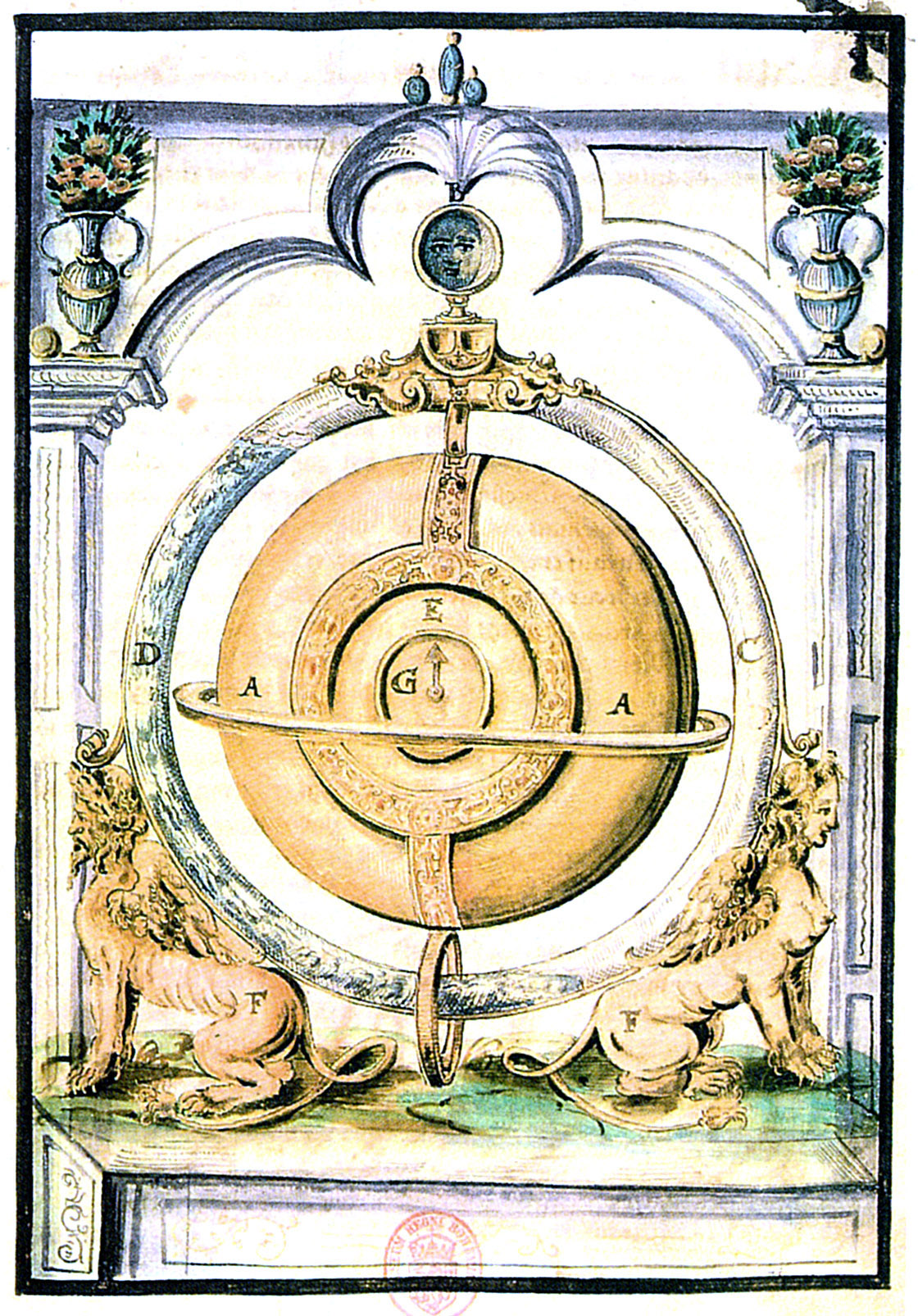
Drebbel-klok
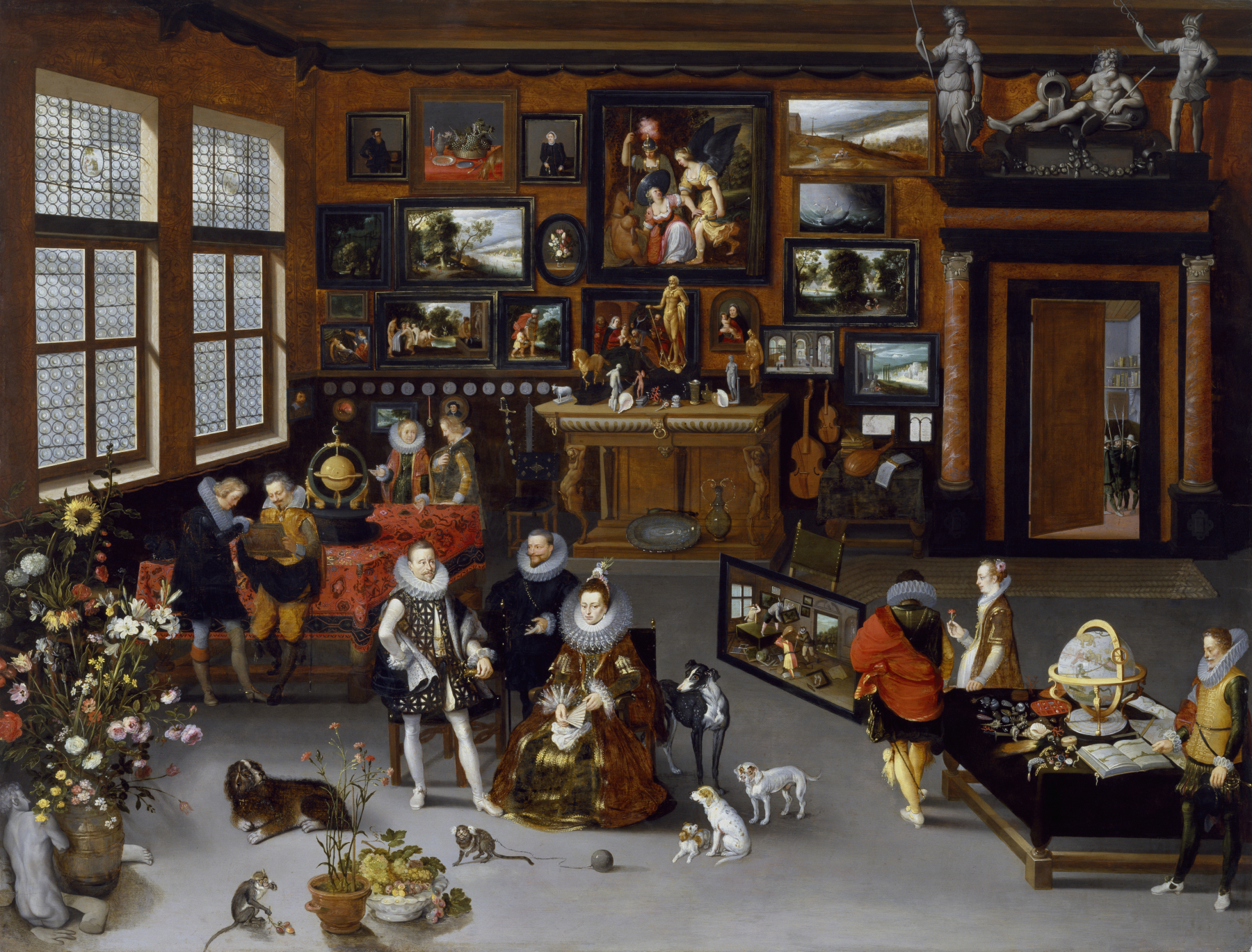
Jan Brueghel de oude, Albert en Isabella bezoeken een verzamelaar (links in het midden de Drebbel-klok)
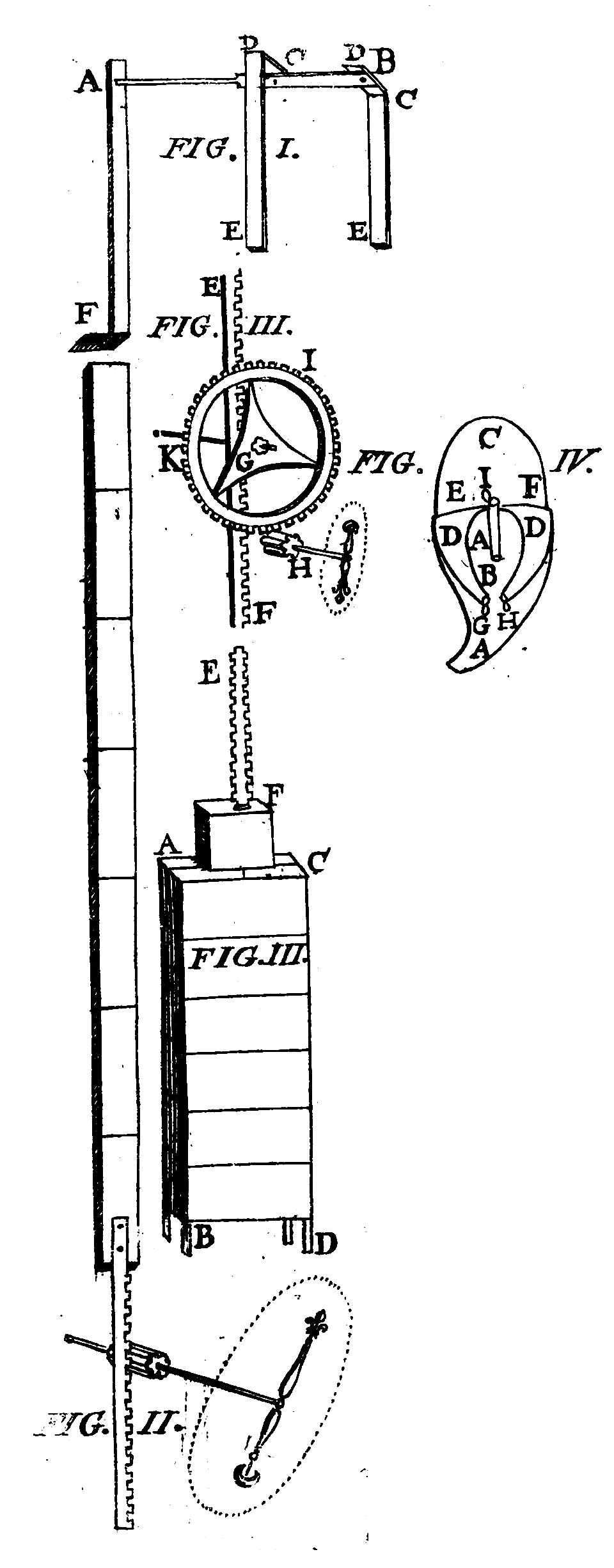
Aandrijving hygrometerklok, abt Jean de Hautefeuille, een staaf gelamineerd vurenhout (links) als aandrijving
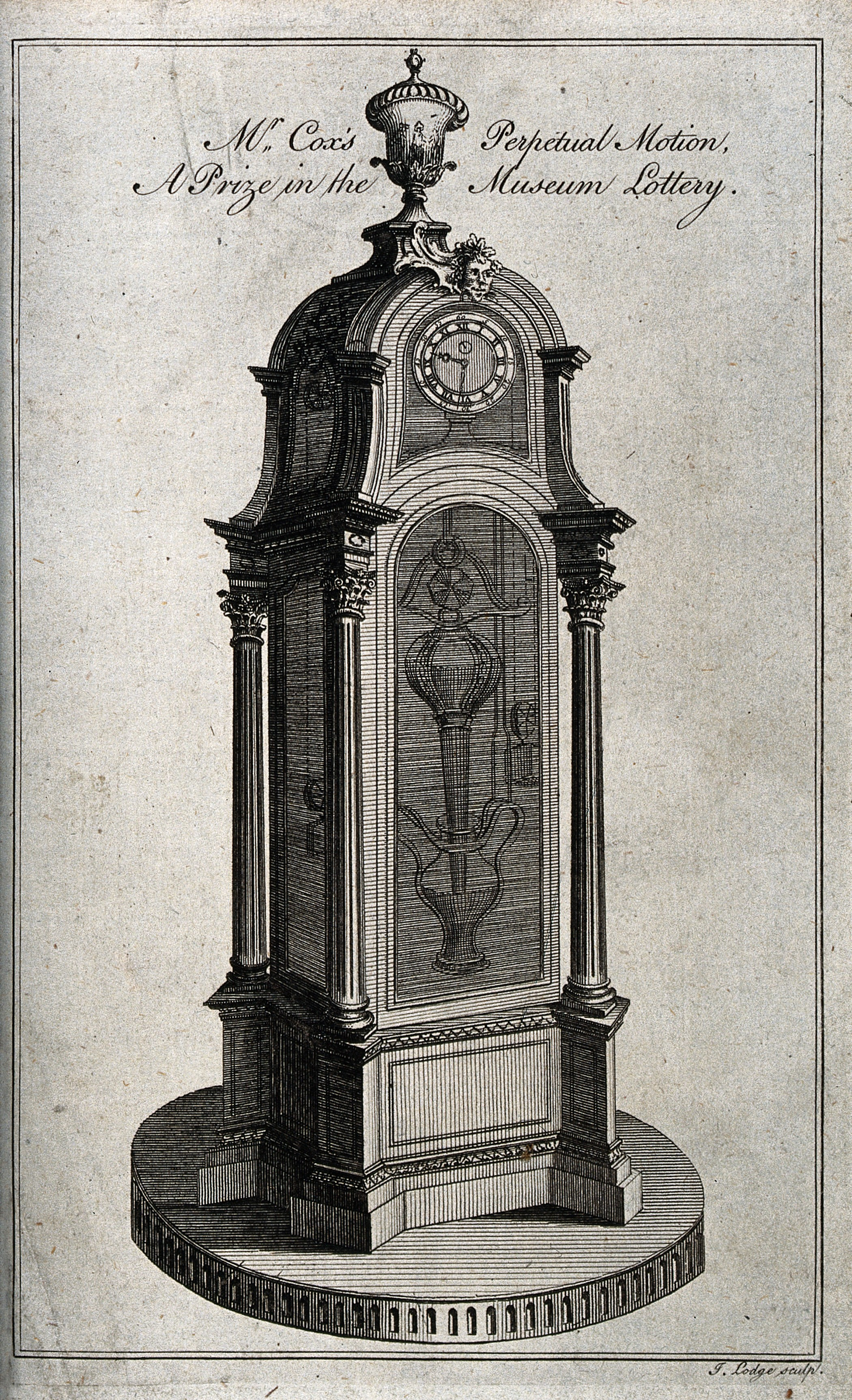
Clocks; James Cox, zelfopwindende klok
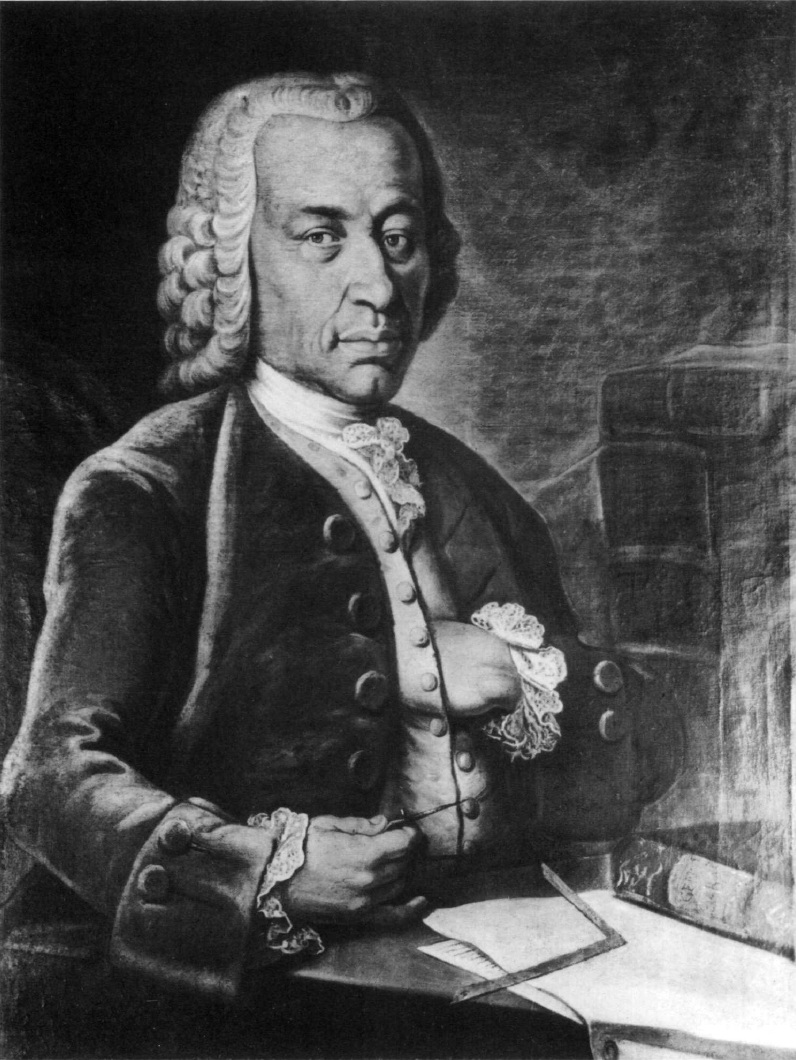
Pierre de Rivaz
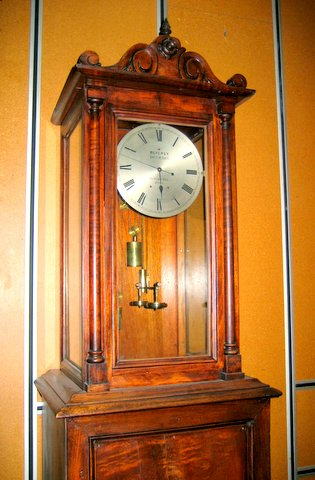
Beverly-klok
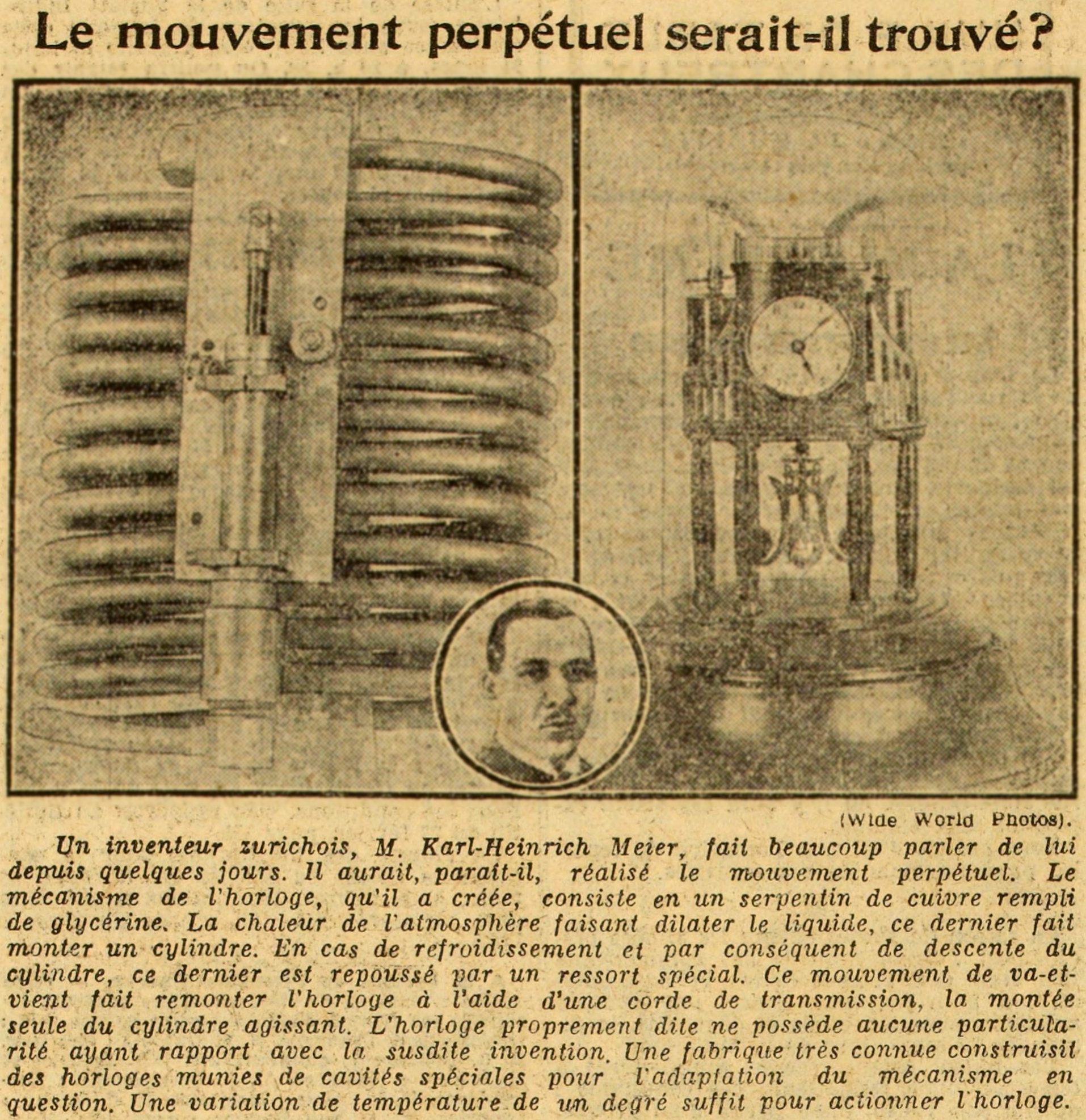
Eeuwigdurende klok door Karl-Heirich Meier
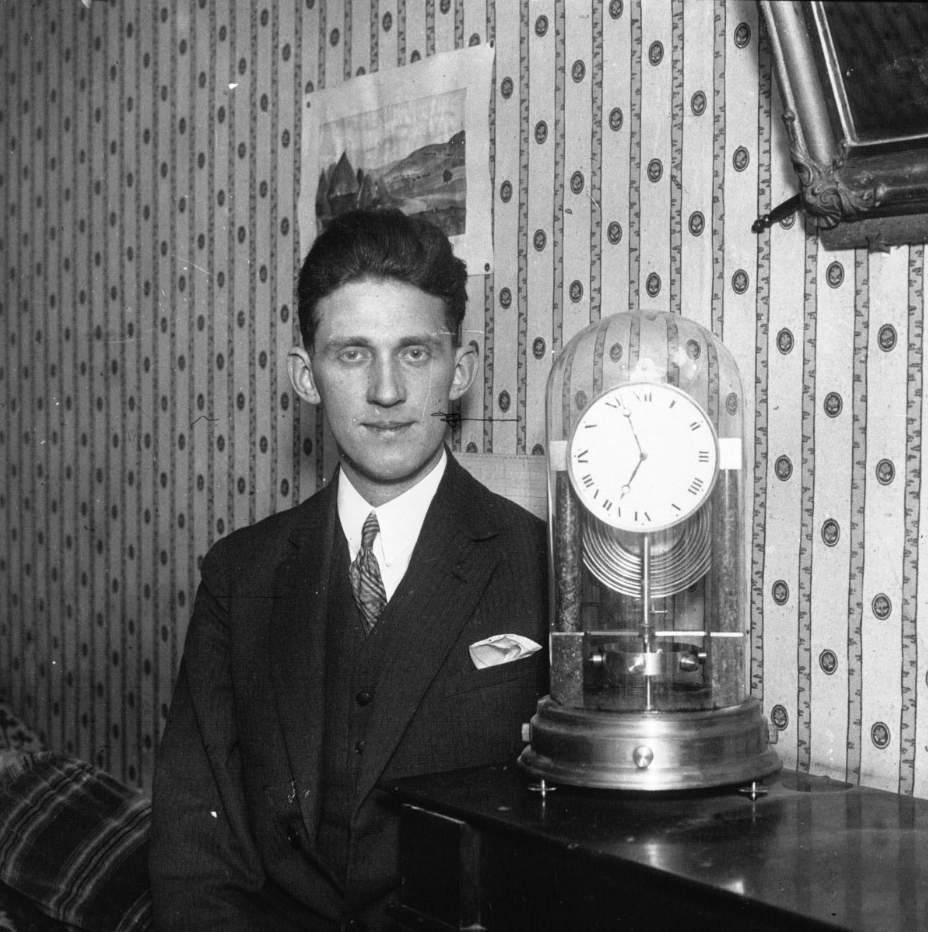
Reutter
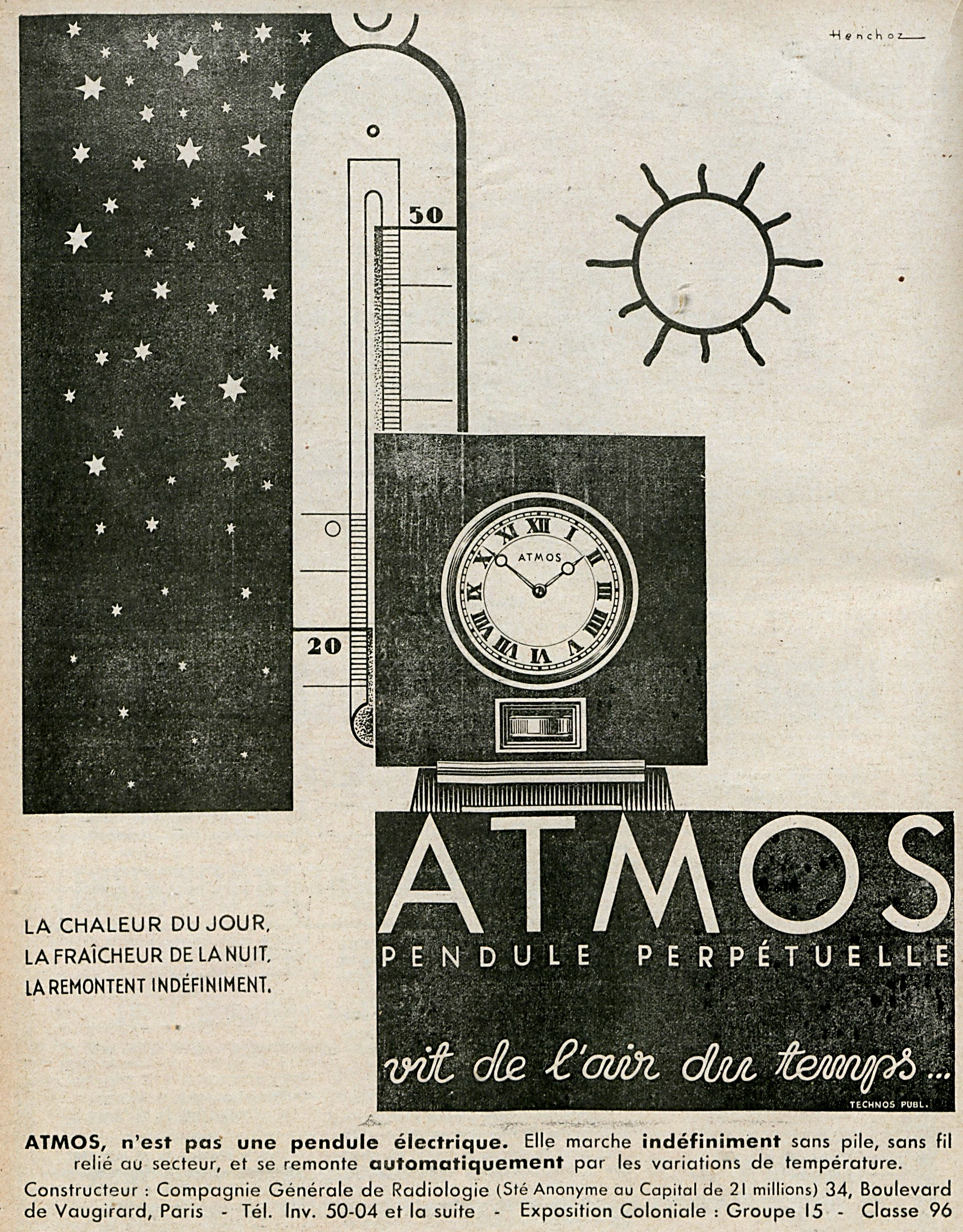
Advertentie Atmos 1930

## Wetenswaardigheden
- De Zwitserse regering geeft regeringsleiders en vorsten, die op staatsbezoek komen, een Atmos als blijvende herinnering cadeau.
- Omtrent 1622 bezochten Albrecht van Oostenrijk and Isabella van Spanje, de Habsburgse gouverneurs van de Zuidelijke Nederlanden een rariteitenkabinet. Van deze gebeurtenis is een schilderij van Jan Brueghel de Oude en Hiëronymus Francken (II) waarop een exemplaar van de perpetuumklok van Drebbel is te zien (midden links op de tafel).
- In 2020 omvat de productie acht modellen: Classique Gilt brass, Classique Rhodium-plated brass, Classique Gilt brass, Classique Phases de lune Gilt brass, Classique Phases de lune Rhodium-plated brass, Classique Phases de lune, 568 by Marc Newson Baccarat Crystal en de Transparente Glass.